# Mary Anne Atwood

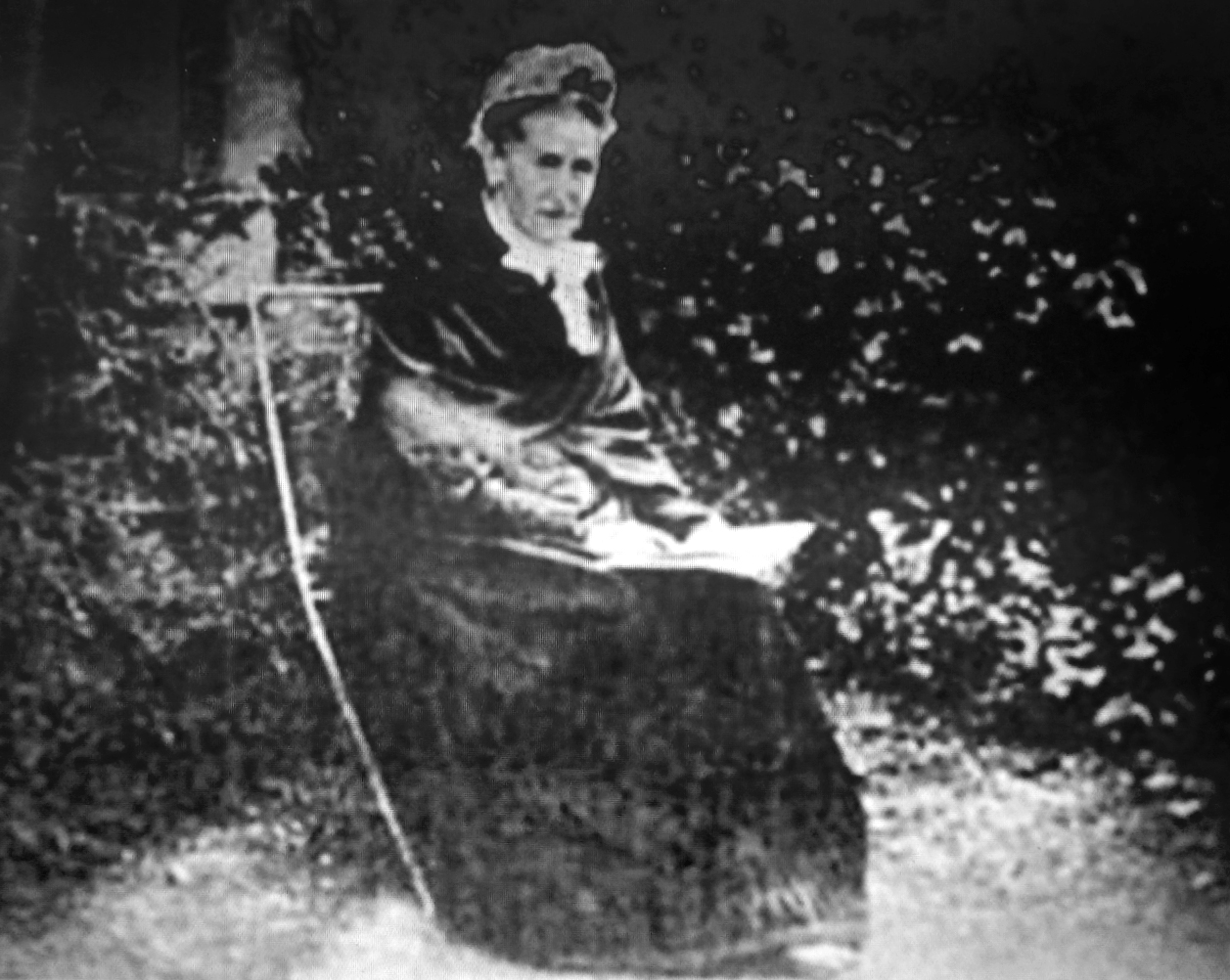
Mary Anne Atwood (um 1890)

Mary Anne Atwood, geborene South, (* 1817 in Dieppe; † 13. April 1910 in Thirsk, Yorkshire) war eine englische Autorin über spirituelle Alchemie und Okkultismus.
Sie wuchs in Gosport in Hampshire auf. Ihr Vater Thomas South befasste sich mit der Geschichte des Okkultismus und sie unterstützte ihn dabei. 1859 heiratete sie den anglikanischen Geistlichen Alban Thomas Atwood, der Vikar in Leake in Yorkshire war. Die Ehe blieb kinderlos. Nach dessen Tod 1883 zog sie nach Knayton Lodge in  Thirsk im Norden von Yorkshire, wo sie bis zu ihrem Tod lebte.
Sie veröffentlichte 1850 ein Buch über die Geschichte der hermetischen Lehre, in der sie die Ansicht vertrat, dass der eigentliche Zweck der Alchemie spirituelle Vervollkommnung war. Nach der Veröffentlichung kamen ihr und ihrem Vater Zweifel, ob sie nicht zu viel der Geheimlehre preisgegeben hatte. Sie kaufte so viel Exemplare des Buches wie möglich auf und vernichtete sie wahrscheinlich. Nur wenige Exemplare blieben erhalten. 1918 brachte der Schriftsteller, Anwalt und Freimaurer Walter Leslie Wilmhurst (1867–1939) eine Neuausgabe heraus. Nach dem Tod ihres Vaters, der an den Büchern mitwirkte, veröffentlichte sie nichts mehr. 
Ihre Geschichte war teilweise Inspiration für den Roman The Chymical Wedding (1989) von Lindsay Clarke, der den Whitbread Award erhielt.
Ein Teil ihres Nachlasses, unter anderem Briefe an Isabelle de Steiger, befindet sich an der Brown University.

## Schriften
- Early Magnetism in its higher relations to humanity, as veiled in the Poets and the Prophets. London: H. Baillière 1846 (unter dem Pseudonym Θυος Μαθος,  Thuos Mathos, ein Anagramm von Thomas South)
- A Suggestive Inquiry into the Hermetic Mystery With a Dissertation on the More Celebrated of the Alchemical Philosophers, being an attempt towards the recovery of the ancient experiment of Nature. London: Trelawny Saunders 1850. (531 Seiten, veröffentlicht als M. A. South), Archive
  - Neuauflage mit einer Einführung Walter Leslie Wilmshurst. Belfast: William Tait 1918. Ein weiterer Nachdruck kam 1920 heraus und 1960 bei Julian Press (New York)